# Avant-garde laïque de Fougères
L'Avant-garde laïque de Fougères est un club omnisports français basé à Fougères.

## Histoire
L'Avant-garde laïque de Fougères est fondée par M. Guimont le 6 juillet 1906. Elle est à la base une fanfare et une société de gymnastique.  Une section football est fondée en 1910, une section basket-ball en 1923, une section danse en 1927, puis une section handball. 
Le club connaît son apogée dans les années 1940 et 1950. L'AGL Fougères est double vainqueur de la Coupe de France masculine de handball à onze en 1947 et 1948, champion de France UFOLEP de basket-ball en 1948 et vice-champion de France de basket-ball en 1953, avec pour dénominateur commun Justy Specker, joueur international en handball et en basket-ball,. Le club a aussi excellé dans le sport féminin, remportant le Championnat de France féminin Excellence de basket-ball en 1951, avec pour entraîneur Justy Specker,.
La section basket-ball fusionne avec celle du Drapeau de Fougères en 2009.
La section football de l'AGL fusionne avec le Drapeau de Fougères fondé en 1893 en 2011 pour fonder l'AGL-Drapeau de Fougères qui atteint le septième tour de la Coupe de France de football 2011-2012. Les jeunes footballeurs de l'AGL ont atteint les seizièmes de finale de la Coupe Gambardella 2000-2001.

## Personnalités du club

### Présidents
- Théodore Guimont, fondateur de l'AGL[1]
- Jacques Dulong (1973-2007)[1]
- Alain Gourdel (depuis 2007)[1]

### Entraîneurs
- Justy Specker (basket-ball féminin)[1],[2]
- François Brisson (basket-ball masculin)

### Sportifs
- Justy Specker (handball, basket-ball)[1],[2]
- Hervé Coudray (basket-ball)
- René Derency (basket-ball)
- Fabien Lemoine (football)
- Eduardo Camavinga (football)
- EThéo Jourdan (football)